# Liste der Biografien/Hav
Liste der Biografien |
Portal Biografien |
Personensuche
# |
A |
B |
C |
D |
E |
F |
G |
H |
I |
J |
K |
L |
M |
N |
O |
P |
Q |
R |
S |
T |
U |
V |
W |
X |
Y |
Z |
?
 
Ha |
Hd |
He |
Hi |
Hj |
Hk |
Hl |
Hm |
Hn |
Ho |
Hr |
Hs |
Ht |
Hu |
Hv |
Hw |
Hy
 
Haa |
Hab |
Hac |
Had |
Hae–Haf |
Hag |
Hah |
Hai |
Haj |
Hak |
Hal |
Ham |
Han |
Hao |
Hap |
Haq |
Har |
Has |
Hat |
Hau |
Hav |
Haw |
Hax |
Hay |
Haz
Die Liste der Biografien führt alle Personen auf, die in der deutschsprachigen Wikipedia einen Artikel haben. Dieses ist eine Teilliste mit 231 Einträgen von Personen, deren Namen mit den Buchstaben „Hav“ beginnt.

## Hav

### Hava
- Hava (* 1998), deutsche Rapperin und Sängerin
- Háva, Jiří (* 1944), tschechischer Radrennfahrer
- Havadi-Nagy, Stefan (* 1954), rumänischer Fotograf und Künstler
- Havaii, Kai (* 1957), deutscher Rockmusiker, Schriftsteller und Cartoon-ZeichnerKai Havaii (* 1957)

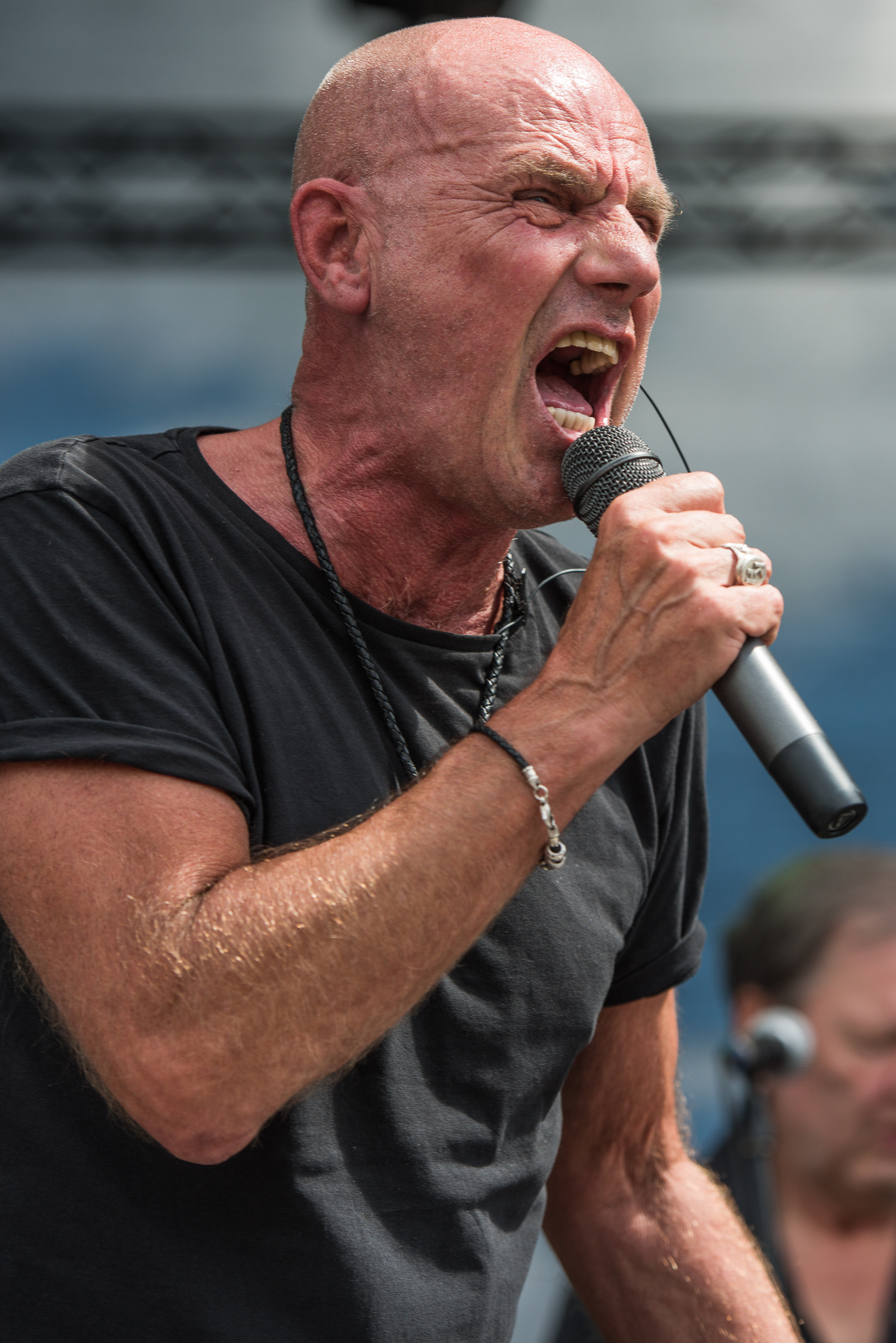
Kai Havaii (* 1957)

- Havakka, Arja (* 1944), finnische Jazz- und Schlagersängerin
- Havard de la Montagne, Joachim (1927–2003), französischer Komponist und Organist
- Havard, Noah (* 2000), australischer Kanute
- Havard, Robert (1901–1985), britischer Arzt und medizinischer Wissenschaftler
- Havard, William (1889–1956), britischer Geistlicher, anglikanischer Bischof
- Havas, Charles-Louis (1783–1858), französischer Publizist und Gründer des „Bureau Havas“, der heutigen Agence France-Presse (AFP)
- Havas, Harald (* 1964), österreichischer Journalist, Autor und Übersetzer
- Havas, Kató (1920–2018), ungarische Musikerin, Violinistin, Geigenpädagogin und Autorin
- Havas, Peter (1916–2004), ungarisch-amerikanischer theoretischer Physiker
- Havasi, Ferenc (1929–1993), ungarischer kommunistischer Politiker
- Havasi, Kornél (1892–1945), ungarischer Schachspieler
- Havasi, László (1922–1992), ungarischer Generalmajor
- Havasi, Sándor (1941–2005), ungarischer Fußballspieler

### Have
- Havé, Catherine (* 1995), luxemburgische Fußballspielerin
- Have, Heins von (1906–1995), deutscher Kaufmann in Asien und Jakarta
- Hävecker, Johann Heinrich (1640–1722), deutscher Theologe und Histograph
- Havek, Lena (* 1982), deutsche Autorin
- Havekost, Eberhard (1967–2019), deutscher Maler
- Havekost, Folke (* 1973), deutscher Sportjournalist und Fachbuchautor
- Havekost, Hermann (1935–2012), deutscher Bibliothekar und Direktor der Universitätsbibliothek Oldenburg
- Havel, Daniel (* 1991), tschechischer Kanute
- Havel, Elias (* 2003), österreichischer FußballspielerElias Havel (* 2003)

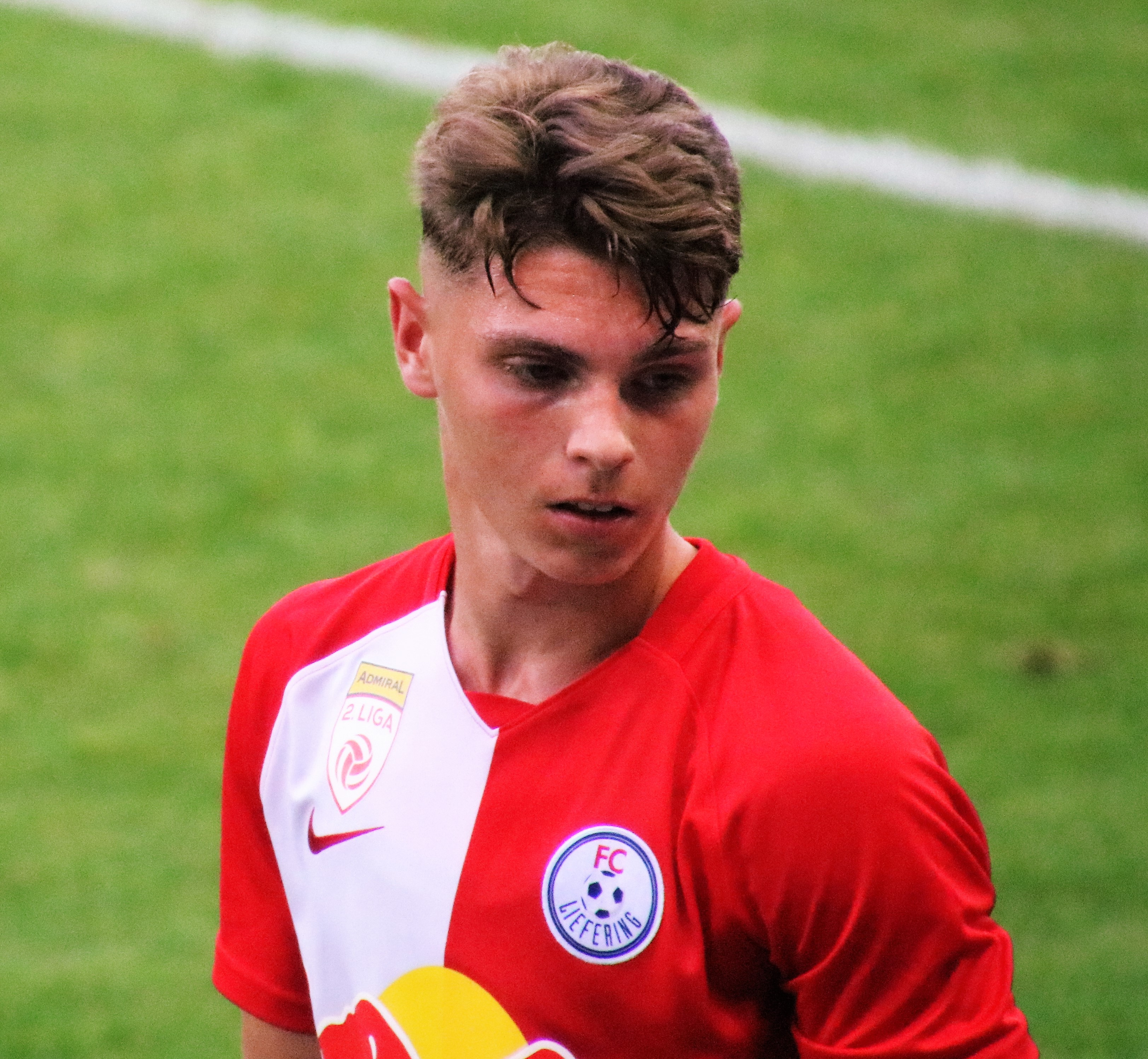
Elias Havel (* 2003)

- Havel, Hippolyte (1869–1950), Anarchist
- Havel, Jan (* 1942), tschechoslowakischer Eishockeyspieler
- Havel, Jiří (1957–2012), tschechischer Politiker (ČSSD), MdEP
- Havel, Josef (* 1982), tschechischer Futsalspieler
- Havel, Miroslav (1881–1958), tschechischer Schachkomponist
- Havel, Nina (* 1980), Schweizer Fernsehmoderatorin und Schauspielerin
- Havel, Václav (1920–1979), tschechoslowakischer Kanute
- Havel, Václav (1936–2011), tschechischer Schriftsteller und PolitikerVáclav Havel (1936–2011)

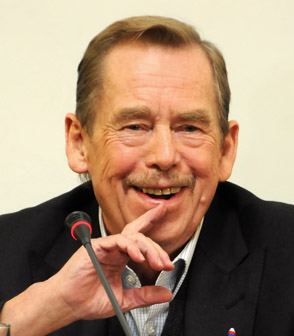
Václav Havel (1936–2011)

- Havelandt, Johann (1609–1676), deutscher Jurist und Ratssekretär der Hansestadt Lübeck
- Havelange, João (1916–2016), brasilianischer Olympia- und Fußballfunktionär
- Hävelid, Niclas (* 1973), schwedischer Eishockeyspieler, -trainer und -funktionär
- Havelka, Dalibor (* 2000), tschechischer Bobfahrer
- Havelka, Jiří (1892–1964), tschechoslowakischer Politiker und Minister
- Havelka, Ondřej (* 1954), tschechischer Sänger, Regisseur, Schauspieler und Bandleader
- Havelka, Svatopluk (1925–2009), tschechischer Musiker und Komponist
- Havell, Robert der Jüngere (1793–1878), englischer Graveur und Maler
- Havelock, Arthur (1844–1908), britischer Kolonialgouverneur
- Havelock, Eric A. (1903–1988), kanadischer Klassischer Philologe und Medientheoretiker
- Havelock, Gary (* 1968), britischer Speedwayfahrer und Weltmeister
- Havelock, Henry (1795–1857), britischer Generalmajor
- Havelock, Thomas (1877–1968), britischer Schiffbauingenieur
- Havelock-Allan, Anthony (1905–2003), britischer Filmproduzent
- Haveman, Barbara (* 1968), niederländische Opernsängerin (Sopran)
- Havemann, Dieter (1935–2006), deutscher Chirurg und Hochschullehrer
- Havemann, Eliyah (* 1975), deutsch-israelischer IT-Experte, Autor und Publizist
- Havemann, Florian (* 1952), deutscher Schriftsteller, Maler und KomponistFlorian Havemann (* 1952)

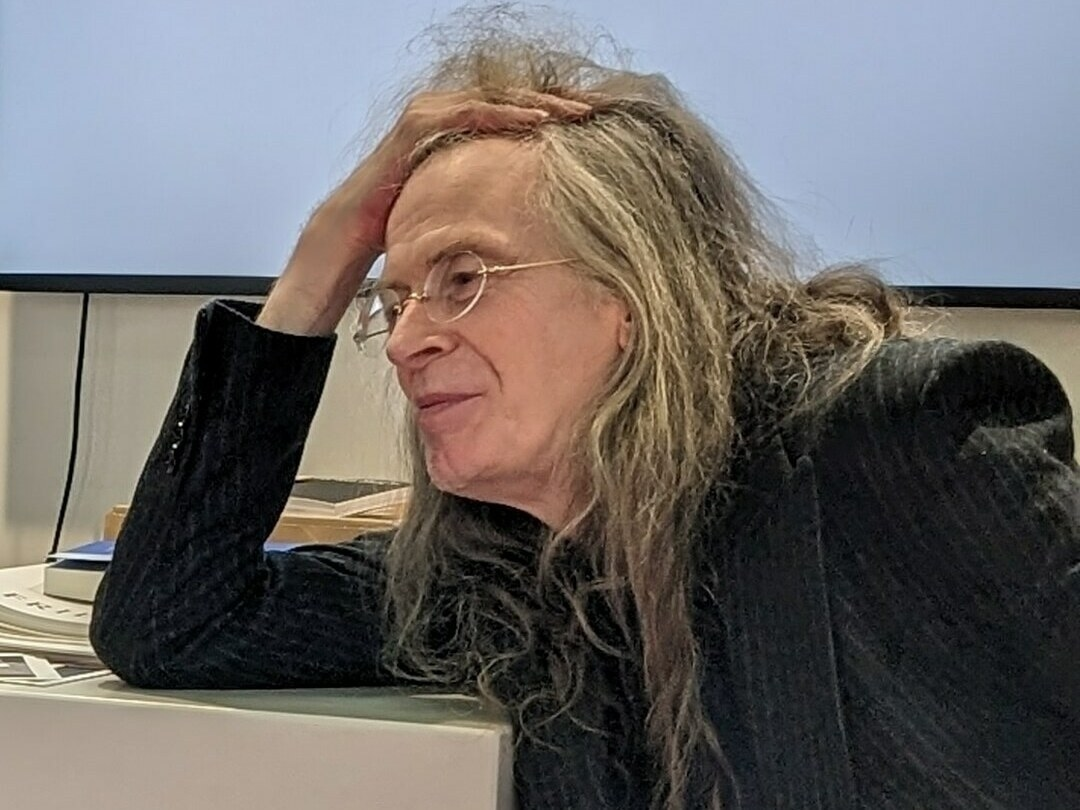
Florian Havemann (* 1952)

- Havemann, Franz (* 1933), deutscher Bühnenbildner
- Havemann, Gustav (1882–1960), deutscher Violinist und Leiter der Reichsmusikkammer
- Havemann, Hans (1887–1985), deutscher Schriftsteller, Journalist und Geologe
- Havemann, Heinrich (1871–1951), deutscher Politiker (DVP), MdR
- Havemann, Johann Joachim (1782–1838), Kaufmann und Ratsherr der Hansestadt Lübeck
- Havemann, Julius (1866–1932), deutscher Schriftsteller
- Havemann, Katja (* 1947), deutsche Bürgerrechtlerin und Autorin
- Havemann, Michael (1597–1672), deutscher lutherischer Theologe und Generalsuperintendent
- Havemann, Nils (* 1966), deutscher Politikwissenschaftler, Historiker und Lektor
- Havemann, Robert (1910–1982), deutscher Chemiker, Politiker (SED), MdV und Regimekritiker in der DDR
- Havemann, Sibylle (* 1955), deutsche Psychologin
- Havemann, Uljana (1973–2025), deutsche Filmregisseurin und DrehbuchautorinUljana Havemann (1973–2025)

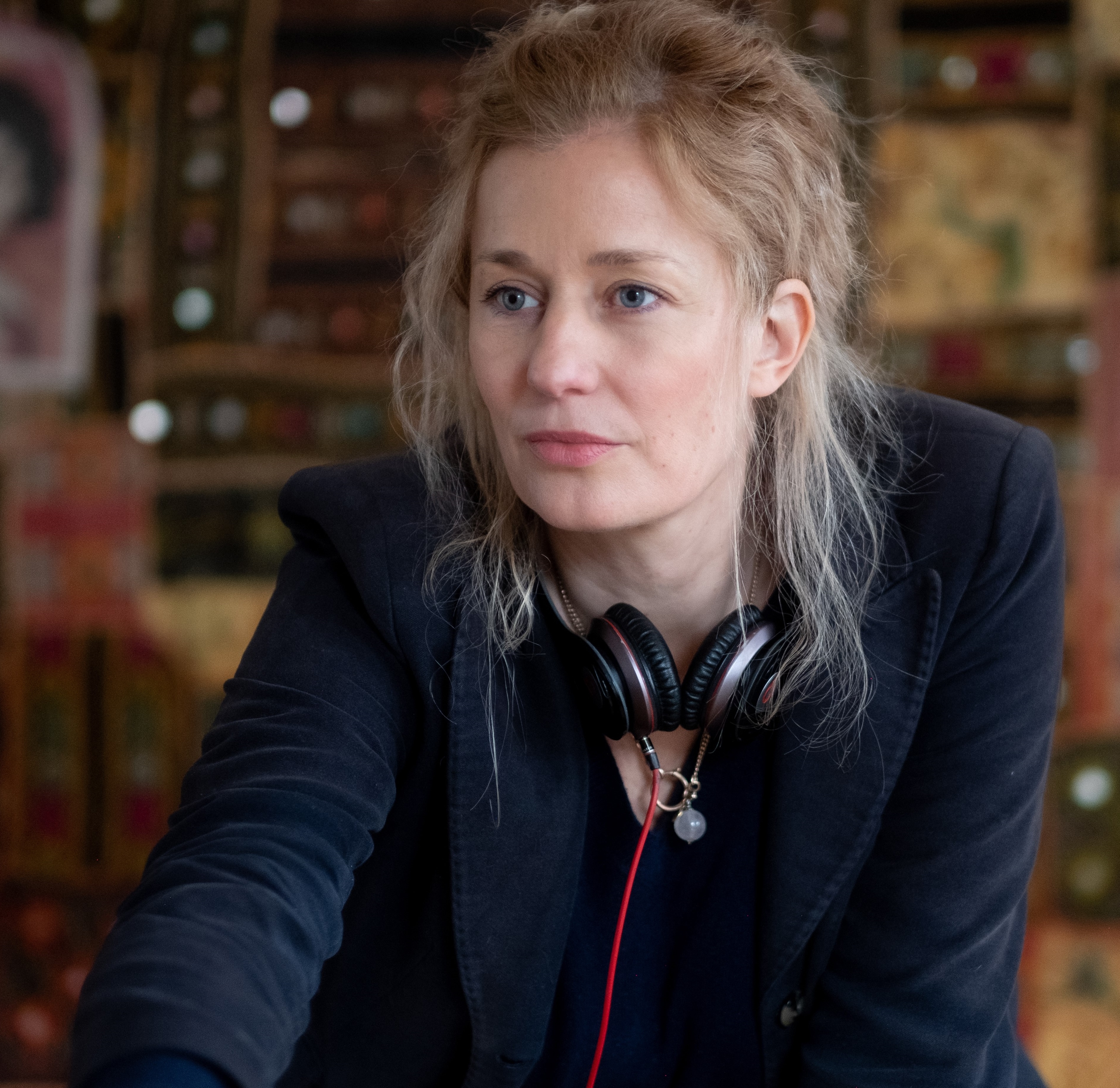
Uljana Havemann (1973–2025)

- Havemann, Wilhelm (1800–1869), deutscher Historiker
- Havemeister, Heinz (* 1958), deutscher Autor und Musiker
- Havemeyer Webb, Electra (1888–1960), US-amerikanische Kunstsammlerin und Museumsgründerin
- Havemeyer, Louisine W. (1855–1929), amerikanische Kunstsammlerin, Mäzenin und Frauenrechtlerin
- Havemeyer, William Frederick (1804–1874), US-amerikanischer Politiker
- Haven Jones, Lee (* 1976), walisischer Filmschauspieler und Filmregisseur
- Haven, Annette (* 1954), US-amerikanische Pornodarstellerin
- Haven, Brooke (* 1979), US-amerikanische Pornodarstellerin
- Haven, Jack (* 1994), US-amerikanischer Schauspieler
- Haven, James (* 1973), US-amerikanischer Schauspieler
- Haven, Lambert van (1630–1695), dänischer Maler und Architekt sowie Generalbaumeister und Inspektor aller Kunstsammlungen des dänischen Königs Christian V.
- Haven, Nathaniel Appleton (1762–1831), US-amerikanischer Politiker
- Haven, Solomon G. (1810–1861), US-amerikanischer Politiker
- Havenaar, Dido (* 1957), niederländischer Fußballtorwart und -trainer in Japan
- Havenaar, Mike (* 1987), japanischer Fußballspieler
- Havenaar, Nikki (* 1995), japanischer Fußballspieler
- Havener, Thorsten (* 1972), deutscher Gedankenleser und PersönlichkeitstrainerThorsten Havener (* 1972)

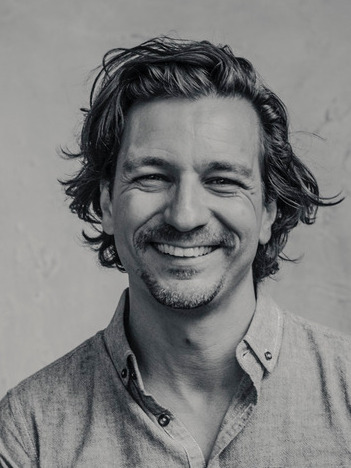
Thorsten Havener (* 1972)

- Havenga, Wynand (* 1965), südafrikanischer Dartspieler
- Havenith, Armin (* 1967), deutscher Brigadegeneral
- Havenith, Hansueli (* 1944), Schweizer Fussballspieler
- Havenith, Hugo (1853–1925), deutscher Maler, Zeichner und Graphiker
- Havenith, Raymund (1947–1993), deutscher Pianist und Hochschullehrer
- Havenith-Newen, Martina (* 1963), deutsche Physikerin und Hochschullehrerin
- Havenner, Franck R. (1882–1967), US-amerikanischer Politiker
- Havenreuter, Johann Ludwig (1548–1618), deutscher Philosoph, Mediziner und Hochschullehrer
- Havens, Bob (* 1930), US-amerikanischer Jazzmusiker (Posaune)
- Havens, Christopher, US-amerikanischer Mathematiker
- Havens, Frank (1924–2018), US-amerikanischer Kanute
- Havens, George Remington (1890–1977), US-amerikanischer Romanist und Literaturwissenschaftler
- Havens, Harrison E. (1837–1916), US-amerikanischer Politiker
- Havens, James S. (1859–1927), US-amerikanischer Politiker
- Havens, Jonathan Nicoll (1757–1799), US-amerikanischer Jurist und Politiker
- Havens, Richie (1941–2013), US-amerikanischer Folk-SängerRichie Havens (1941–2013)

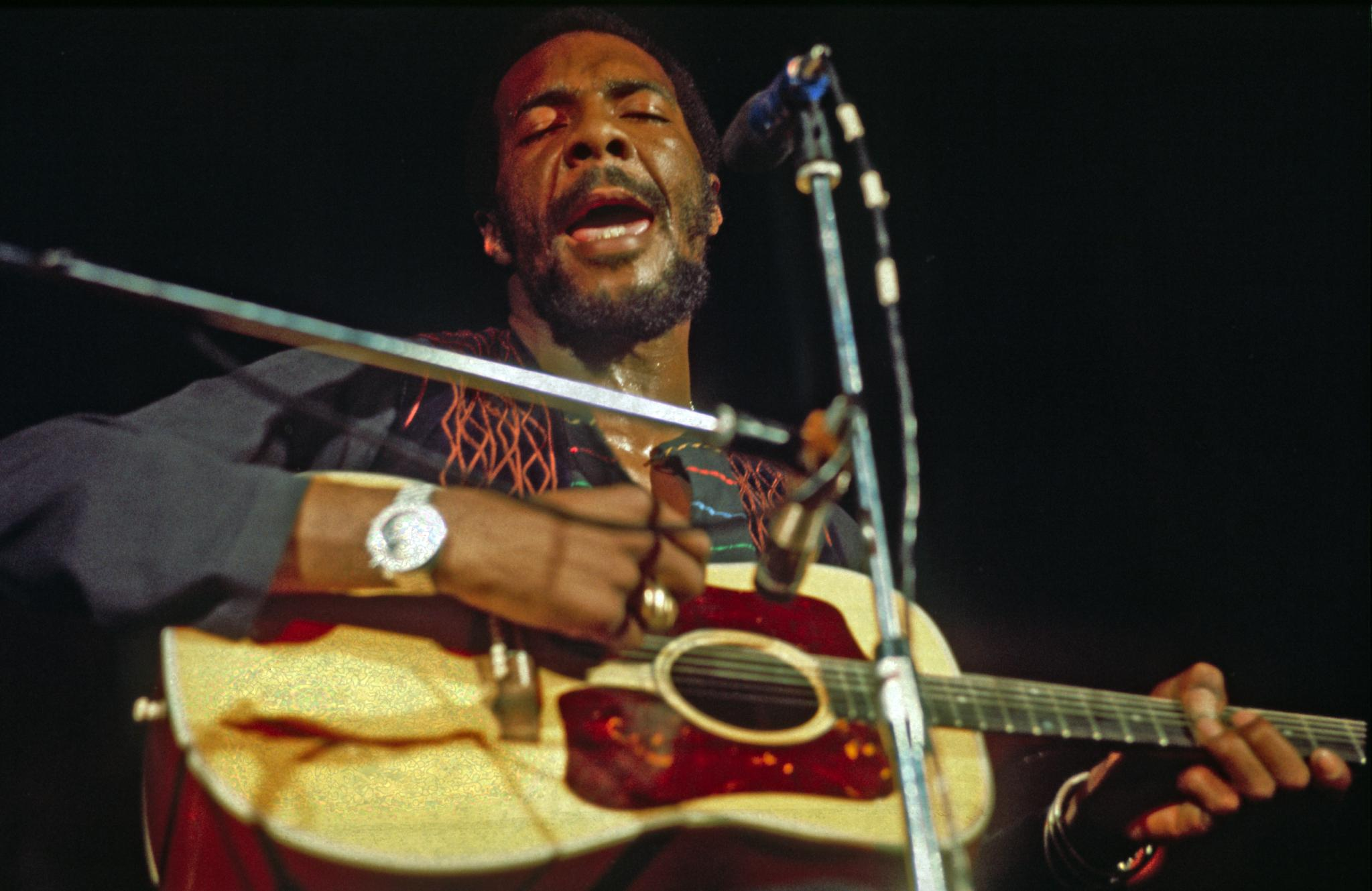
Richie Havens (1941–2013)

- Havens, William (1919–2013), US-amerikanischer Kanute
- Havenstein, Berthold Otto (1867–1945), deutscher Kommunalpolitiker, Bürgermeister von Oberhausen
- Havenstein, Birgit (* 1954), deutsche Flötistin, Komponistin und Musikpädagogin
- Havenstein, Felix (1893–1970), deutscher Schriftsteller und Heimatforscher
- Havenstein, Friedrich (1833–1879), deutscher Politiker
- Havenstein, Günter (1928–2008), deutscher Leichtathlet
- Havenstein, Klaus (1922–1998), deutscher Schauspieler, Kabarettist, Moderator, Hörspiel- und Synchronsprecher
- Havenstein, Klaus (* 1949), deutscher Fußballspieler
- Havenstein, Lene (1914–2009), deutsche Malerin
- Havenstein, Linda (* 1984), deutsche Video- und Medienkünstlerin
- Havenstein, Muriel (1923–2009), US-amerikanische Jazzmusikerin
- Havenstein, Ricardo (* 1964), argentinischer Gitarrist
- Havenstein, Rob (* 1992), US-amerikanischer American-Football-Spieler
- Havenstein, Rudolf (1857–1923), deutscher Politiker und ReichsbankpräsidentRudolf Havenstein (1857–1923)

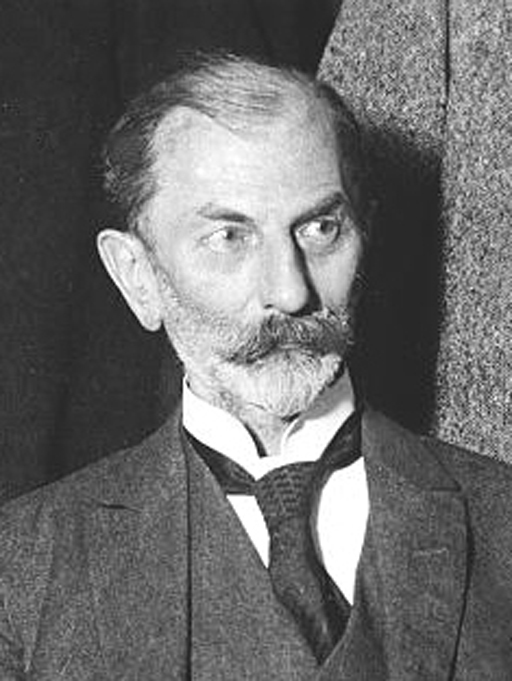
Rudolf Havenstein (1857–1923)

- Haver, Carl (* 1859), deutscher Porträt-, Genre-, Interieur- und Landschaftsmaler der Düsseldorfer Schule
- Haver, Dietrich, Vizedominus in Münster
- Haver, June (1926–2005), US-amerikanische Schauspielerin
- Haver, Phyllis (1899–1960), US-amerikanische Stummfilmschauspielerin
- Haver, Theodore (1856–1912), niederländische Lehrerin, Feministin, Sozialistin und Publizistin
- Haver-Løseth, Nina (* 1989), norwegische Skirennläuferin
- Haverbeck, Kurt (1899–1988), deutscher Hockeyspieler
- Haverbeck, Ursula (1928–2024), deutsche nationalsozialistische Aktivistin
- Haverbeck, Werner Georg (1909–1999), deutscher Historiker und Volkskundler, SA- und SS-Mitglied, Pfarrer der Christengemeinschaft, Publizist
- Haverda, Callie (* 2007), US-amerikanische Schauspielerin
- Haverfield, Evelina (1867–1920), britische Suffragette
- Haverfield, Francis John (1860–1919), britischer Althistoriker
- Haverfield, John (1744–1820), englischer Gärtner und Landschaftsarchitekt
- Havergal, Beatrix (1901–1980), britische Gärtnerin
- Havergal, Frances Ridley (1836–1879), englische Dichterin und Komponistin
- Havergal, Henry MacLeod (1902–1989), schottischer Dirigent und Musikpädagoge
- Haverich, Axel (* 1953), deutscher Herzchirurg
- Haverkamp, Alfred (1937–2021), deutscher Mediävist
- Haverkamp, Anselm (* 1943), deutscher Komparatist und Literaturtheoretiker
- Haverkamp, Bernhard (1875–1935), deutscher Kupferschmied und Abgeordneter
- Haverkamp, Christina (* 1958), deutsche Menschenrechtsaktivistin und PädagoginChristina Haverkamp (* 1958)

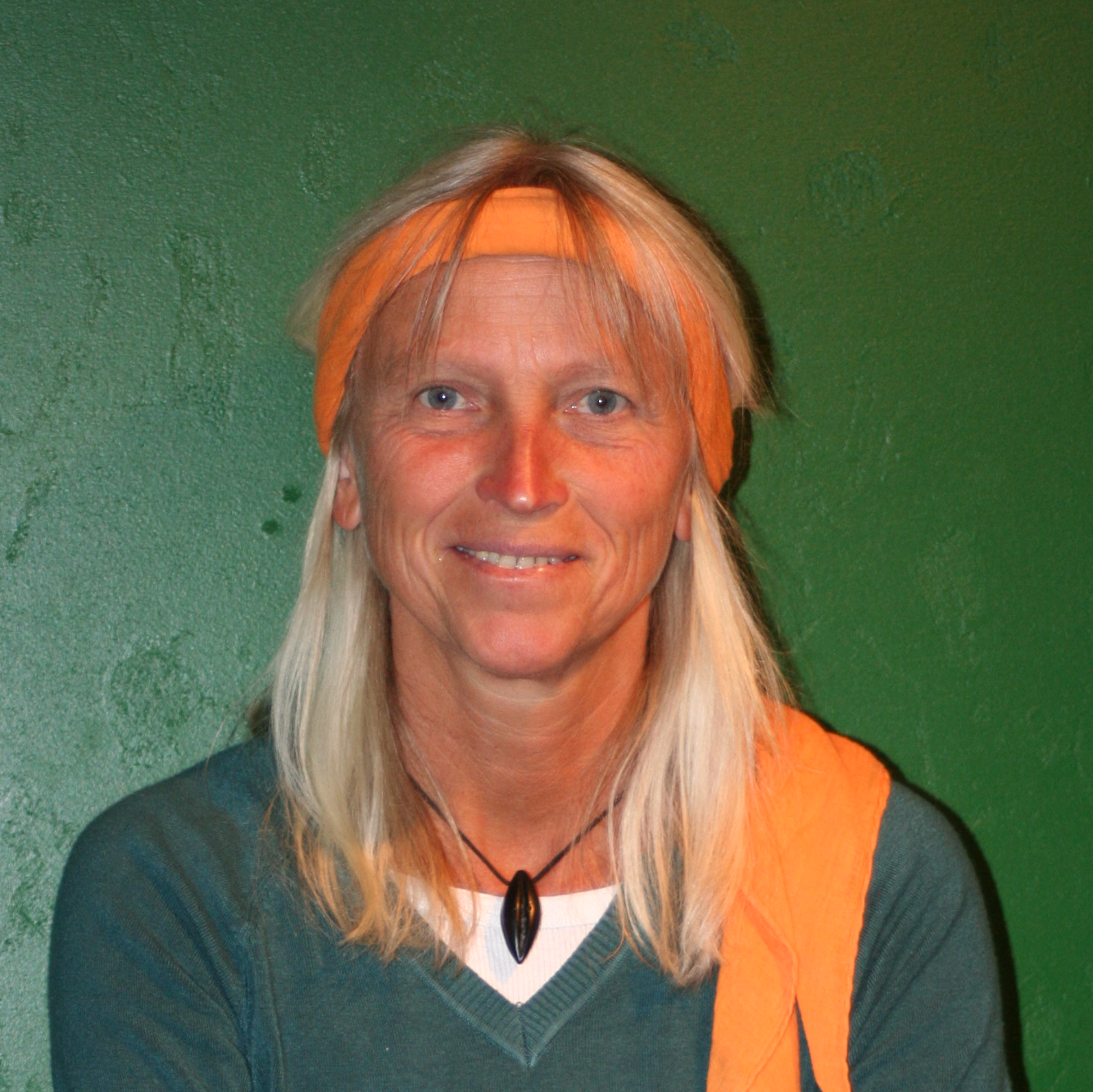
Christina Haverkamp (* 1958)

- Haverkamp, Hermann (1942–2021), deutscher Wasserballspieler
- Haverkamp, Reinhard (* 1954), deutsch-norwegischer bildender Künstler
- Haverkamp, Rita (* 1966), deutsche Juristin
- Haverkamp, Sigebert (1684–1742), niederländischer klassischer Philologe und Numismatiker
- Haverkamp, Wendelin (* 1947), deutscher Kabarettist, Autor, Musiker, Komponist und Radiomoderator
- Haverkamp, Wilhelm (1864–1929), deutscher Bildhauer
- Haverkamp-Begemann, Egbert (1923–2017), niederländisch-amerikanischer Kunsthistoriker
- Haverkamp-Rott, Eva (* 1966), deutsche HistorikerinEva Haverkamp-Rott (* 1966)

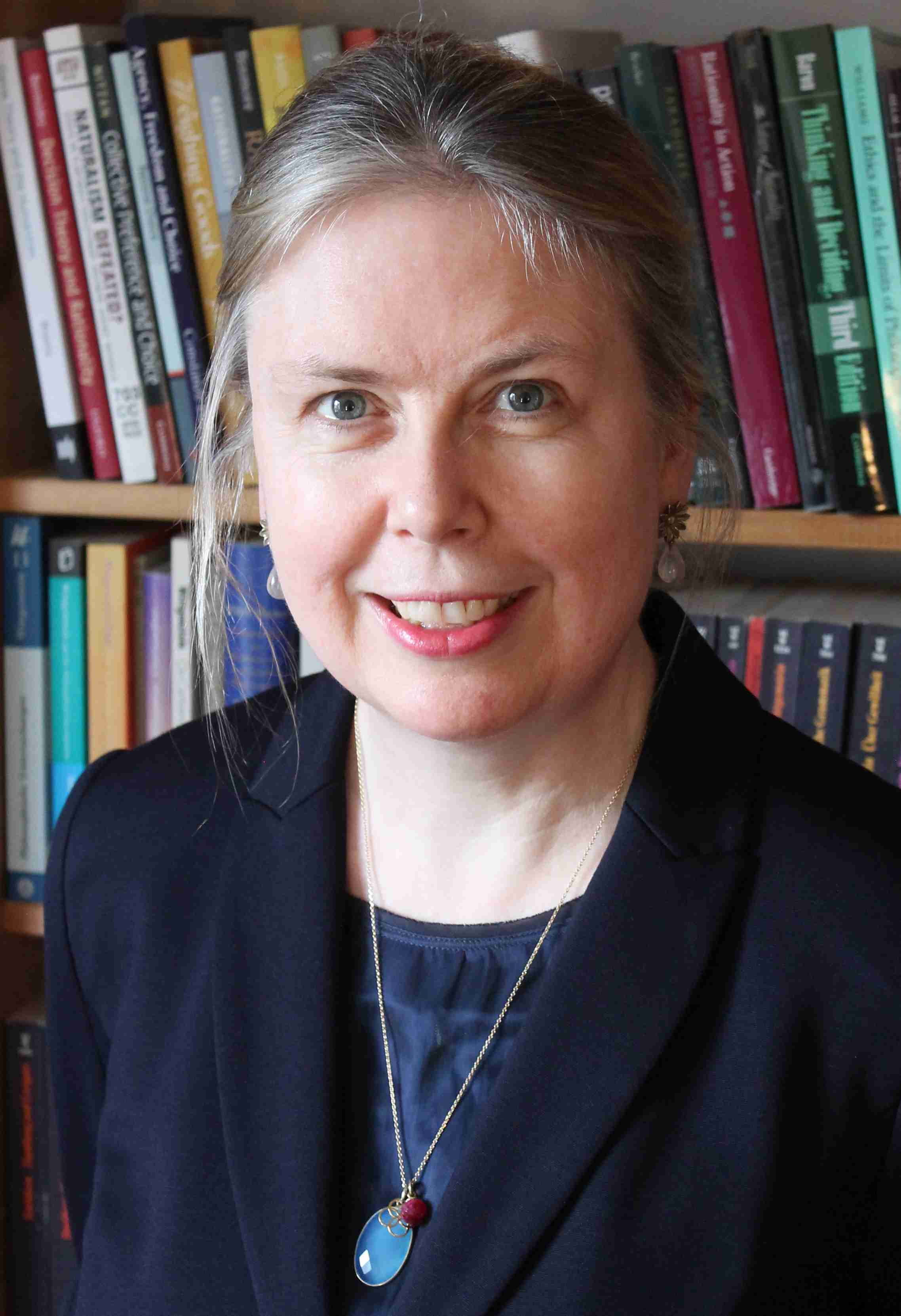
Eva Haverkamp-Rott (* 1966)

- Haverkate, Görg (1942–2006), deutscher Rechtswissenschaftler
- Haverkate, Henk (1936–2008), niederländischer Romanist, Hispanist und Pragmalinguist
- Haverkorn van Rijsewijk, Pieter (1839–1919), niederländischer Geistlicher, Journalist, Kunstschriftsteller und Museumsdirektor
- Haverlag, Isabelle (* 2001), niederländische Tennisspielerin
- Haverland, Anna (1854–1908), deutsche Schauspielerin und Schriftstellerin
- Haverman, Hendrik Johannes (1857–1928), niederländischer Maler, Aquarellist, Zeichner, Lithograf und Radierer
- Haverman, Margareta, niederländische Blumen- und Stilllebenmalerin
- Havermann, Hans (1930–2015), deutscher Wirtschaftsprüfer und Manager
- Havermann, Heinrich (1909–1971), deutscher Tierzuchtwissenschaftler und Hochschullehrer an der Universität Bonn
- Haverney, Matthias (* 1985), deutscher Hochspringer
- Hävernick, Heinrich Andreas Christoph (1810–1845), deutscher evangelischer Theologe und Hochschullehrer
- Hävernick, Walter (1905–1983), deutscher Numismatiker und Volkskundler
- Havers, Alice (1850–1890), britische Malerin und Illustratorin
- Havers, Clopton (1657–1702), englischer Arzt und Anatom
- Havers, Gerhard Peter (1905–1976), deutscher Verwaltungsjurist und Richter des Rheinschifffahrtsgerichts
- Havers, John (* 1931), englischer Badmintonspieler
- Havers, Leo (1919–1989), deutscher Mediziner
- Havers, Michael, Baron Havers (1923–1992), britischer Jurist und Politiker, Mitglied des House of Commons
- Havers, Nigel (* 1951), britischer Schauspieler
- Havers, Wilhelm (1879–1961), Sprachwissenschaftler
- Havers, William (* 1936), englischer Badmintonspieler
- Haversath, Johann-Bernhard (* 1948), deutscher Geograph
- Haverschmidt, François (1906–1987), niederländischer Ornithologe und Gouverneur
- Haverstock, Lynda (* 1948), kanadische Politikerin, Vizegouverneurin von Saskatchewan
- Havertz, Kai (* 1999), deutscher FußballspielerKai Havertz (* 1999)

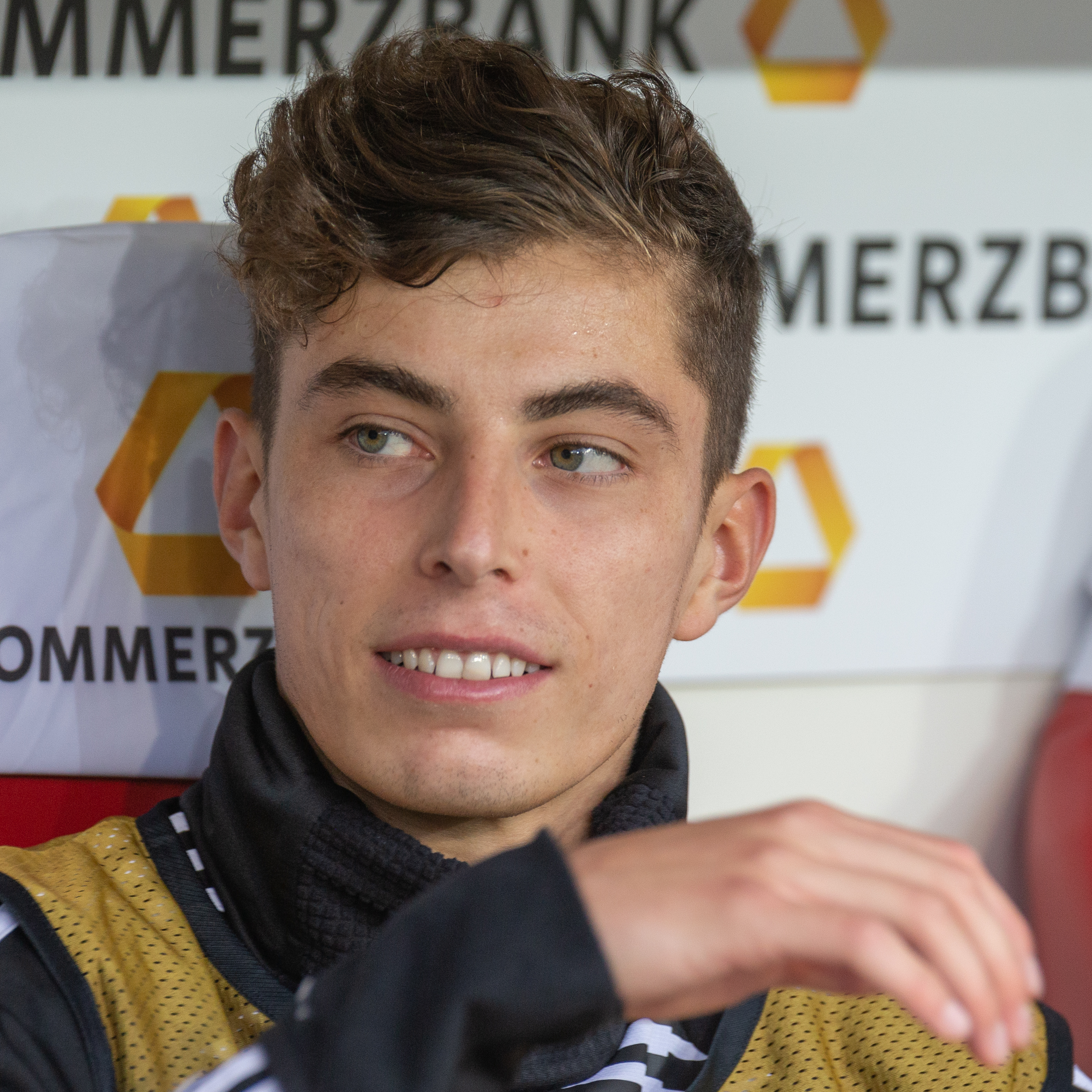
Kai Havertz (* 1999)

- Haves, Michael (* 1978), deutscher Komponist, Musiker und Produzent
- Havestadt, Bernhard (1714–1781), deutscher Jesuit, Missionar und Sprachforscher der indigenen amerikanischen Sprache des Mapudungun (Araukanische Sprachen)
- Havestadt, Christian (1852–1908), deutscher Bauingenieur
- Havet, Didier (* 1964), französischer Jazzmusiker (Tuba, Bassposaune, Komposition)
- Havewala, Adi (1917–2001), indischer Radrennfahrer

### Havg
- Havgrímur († 970), Wikingerhäuptling auf den Färöern

### Havi
- Havighurst, Alfred F. (1904–1991), US-amerikanischer Historiker
- Havighurst, Robert J. (1900–1991), US-amerikanischer Erziehungswissenschaftler und Soziologe
- Havighurst, Walter (1901–1994), US-amerikanischer Schriftsteller, Historiker und Hochschullehrer für Englisch
- Håvik, Ingrid Helene (* 1987), norwegische SängerinIngrid Helene Håvik (* 1987)

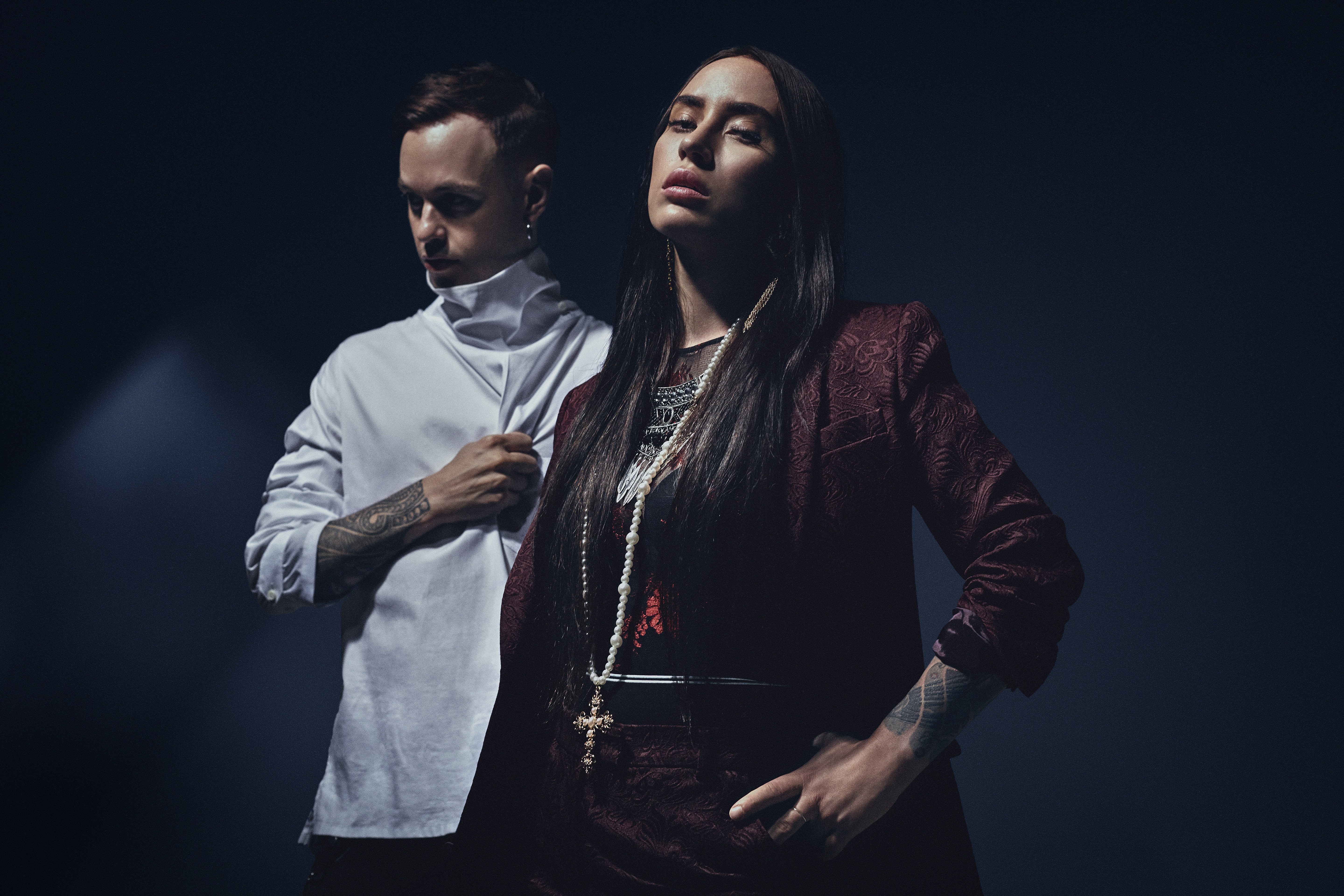
Ingrid Helene Håvik (* 1987)

- Havik, Martin (* 1955), niederländischer Radrennfahrer
- Havik, Mieke (* 1957), niederländische Radrennfahrerin
- Havik, Yoeri (* 1991), niederländischer Radrennfahrer
- Havikhagen, Joachim (* 1991), norwegischer Snowboarder
- Havil, Julian (* 1952), britischer Mathematiker
- Haviland, David (* 1961), schwedisch-amerikanischer Physiker
- Haviland, John (1785–1851), englischer Arzt und Hochschullehrer
- Haviland, John (1792–1852), US-amerikanischer Architekt
- Haviland, Matt (* 1961), US-amerikanischer Jazzmusiker (Posaune)
- Haviland, Paul (1880–1950), amerikanischer Maler und Fotograf
- Haviland, Thomas Heath (1822–1895), kanadischer Politiker, Vizegouverneur von Prince Edward Island
- Havill, Joan, neuseeländische Pianistin und Musikpädagogin
- Havin, Léonor-Joseph (1799–1868), französischer Publizist und Politiker
- Havinga, Egbertus (1909–1988), niederländischer Chemiker
- Havinga, Matthias (* 1983), niederländischer Organist und Hochschullehrer
- Havins, Alexa (* 1980), US-amerikanische SchauspielerinAlexa Havins (* 1980)

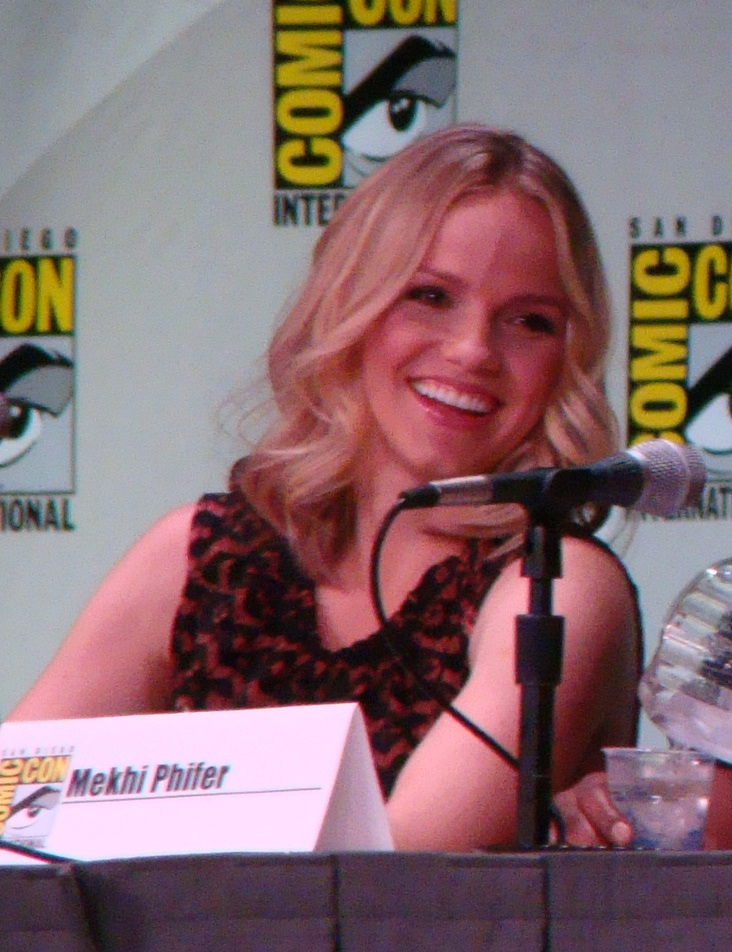
Alexa Havins (* 1980)

- Havins, Hal (* 1960), US-amerikanischer Schauspieler
- Havíř, David (* 1975), tschechischer Eishockeyspieler

### Havl
- Havlat, Charley (1910–1945), US-amerikanischer Soldat
- Havlát, Martin (* 1981), tschechischer Eishockeyspieler
- Havlena, Maureen (* 1973), deutsche Schauspielerin
- Havlicek, Alfred (1940–2018), österreichischer Einsatzpilot, Fotograf und Buchautor
- Havlicek, Eduard (* 1912), österreichischer Fußballtorhüter und -trainer
- Havlíček, Jaroslav (1896–1943), tschechischer Schriftsteller
- Havlicek, John (1940–2019), US-amerikanischer Basketballspieler
- Havlíček, Libor (* 1953), tschechoslowakischer Eishockeyspieler, -manager und -trainer
- Havlicek, Peter (* 1963), österreichischer Musiker und Komponist
- Havlicek, Vincenz (1864–1915), österreichischer Maler
- Havlick, Gene (1894–1959), US-amerikanischer Filmeditor
- Havlíčková, Barbora (* 2000), tschechische Skilangläuferin
- Havlíčková, Lucie (* 2005), tschechische Tennisspielerin
- Havlik, Ernst (* 1944), österreichischer Schriftsteller und Medizinphysiker
- Havlík, Ferdinand (1928–2013), tschechischer Jazzmusiker, Bandleader und Komponist
- Havlíková, Pavla (* 1983), tschechische Radrennfahrerin
- Havlin, Shlomo (* 1942), israelischer Physiker
- Havlis, Jiří (1932–2010), tschechoslowakischer Ruderer
- Havliza, Barbara (* 1958), deutsche Richterin und Politikerin (CDU)
- Havlová, Dagmar (* 1953), tschechische SchauspielerinDagmar Havlová (* 1953)

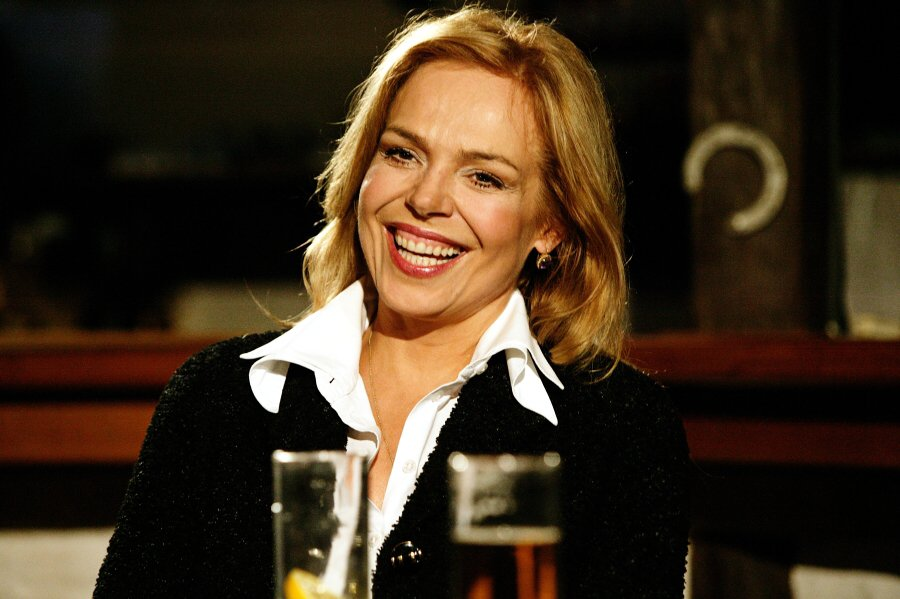
Dagmar Havlová (* 1953)

### Havn
- Havnå, Magne (1963–2004), norwegischer Boxer
- Havnesköld, Grete (* 1986), schwedische Schauspielerin
- Havnevik, Kate (* 1975), norwegische Indie-Rock-Singer-Songwriterin und Komponistin

### Havo
- Havoc (* 1974), US-amerikanischer Hip-Hop-Produzent und Rapper
- Havoc, June (1912–2010), US-amerikanische Schauspielerin
- Havok, Davey (* 1975), US-amerikanischer SängerDavey Havok (* 1975)

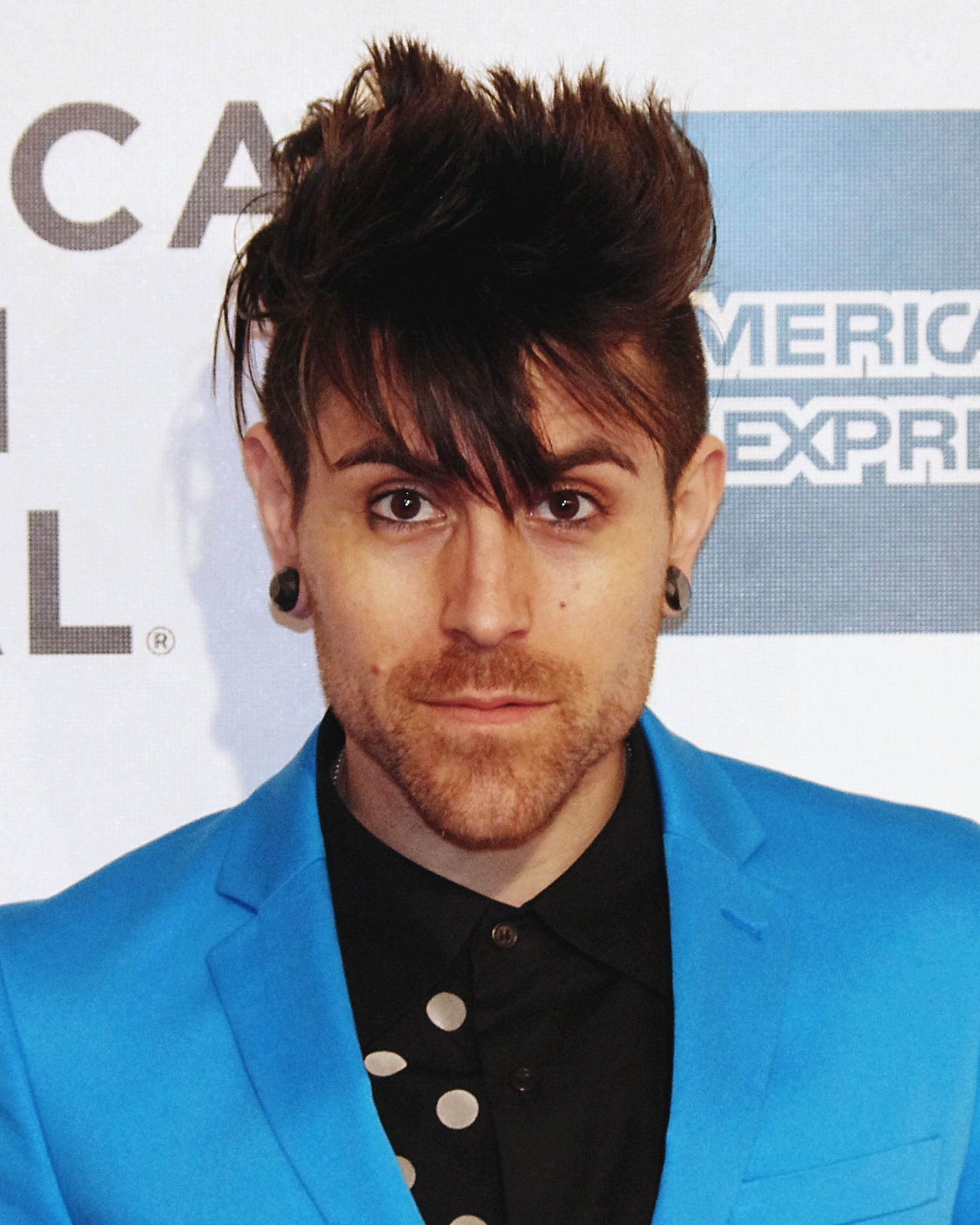
Davey Havok (* 1975)

### Havr
- Havrančíková, Alžbeta (* 1963), slowakische Skilangläuferin
- Havránek, Bedřich (1821–1899), tschechischer Maler und Zeichner
- Havránek, Bohuslav (1893–1978), tschechoslowakischer Sprachwissenschaftler
- Havranek, Charlotte Orti von (* 1969), deutsche Dramaturgin und Kuratorin
- Havránek, František (1923–2011), tschechoslowakischer Fußballspieler und Fußballtrainer
- Havreki, Heini (1514–1576), erster Propst der Färöer nach der Reformation auf den Färöern
- Havret, Grégory (* 1976), französischer Berufsgolfer
- Havrez, Paul (1838–1875), belgischer Chemiker

### Havs
- Havsky, Vladimir (1923–2009), russisch-chinesisch-amerikanischer Pianist
- Havsteen-Mikkelsen, Asmund (* 1977), dänischer Künstler

### Havu
- Havukainen, Aino (* 1968), finnische Illustratorin und Kinderbuchautorin
- Havutçu, Tayfur (* 1970), türkischer Fußballspieler und -trainer